# بکخان مانکیف
بکخان مانکیف (روسی: Бекхан Юнузович Манкиев؛ زادهٔ ۱۵ سپتامبر ۱۹۸۶) کشتی‌گیر اهل روسیه است. 
وی در مسابقات بین‌المللی در مجموع ۳ مدال برنز شده‌است. 